# Phoenix SUV
Phoenix SUV – elektryczny samochód osobowy typu SUV Coupe klasy kompaktowej produkowany pod amerykańską marką Phoenix w latach 2007–2008.

## Historia i opis modelu
Aby zbudować swój pierwszy samochód, amerykańskie przedsiębiorstwo Phoenix Motorcars nawiązało współpracę z południowokoreańskim SsangYongiem, pozyskując jako bazę kompaktowego SUV-a Actyon. W ten sposób powstał Phoenix SUV, nie różniąc się od oryginału żadnymi elementami prócz emblematami.
Największe różnice skoncentrowały się na w pełni elektrycznym układzie napędowym, do którego dostęp dostępny jest dzięki masce. Prezentacja pojazdu odbyła się w marcu 2007 roku podczas prezentacji Peterson Auto Museum w Los Angeles.

### SUT
Razem z SUV-em, gamę wariantów nadwoziowych utworzył także elektryczny odpowiednik SsangYonga Actyon Sports pod nazwą Phoenix SUT. Podobnie jak on był to 4-drzwiowy pickup z wydłużoną tylną częścią nadwoziową w postaci przedziału transportowego.

### Sprzedaż
Pierwotnie produkcja Phoenixa SUV i SUT miała rozpocząć się jeszcze w roku inaugurującym produkcję, w 2007. Z powodu zawirowań finansowych Phoenix Motorcars nie było jednak w stanie sprostać z tym terminem, przesuwając go na 2010 rok z założonym wolumenem produkcji kilkaset sztuk rocznie. Także i ten termin nie został jednak zrealizowany, a projekt został ostatecznie zarzucony.

### Dane techniczne
Układ napędowy elektrycznej rodziny modelowej Phoenixa tworzy silnik elektryczny o mocy 147 KM, a także maksymalnym momencie obrotowym 500 Nm. Pozwala to rozpędzić się do 100 km/h w 10 sekund i osiągnąć maksymalnie 150 km/h. Akumulator litowo-tytanowy charakteryzuje się pojemnością 35 kWh, pozwalając na przejechanie na jednym ładowaniu do ok. 160 kilometrów.